# جوی آلن
جوی آلن (انگلیسی: Joey Allen؛ زادهٔ ۲۳ ژوئن ۱۹۶۴) موسیقی‌دان، ترانه‌پرداز اهل ایالات متحده آمریکا است. وی از سال ۱۹۷۹ میلادی تاکنون مشغول فعالیت بوده است.